# Кулагин, Иосиф Михайлович
Иосиф Михайлович Кулагин (1902 — 1968) — советский учёный-философ и военно-политический деятель, участник Великой Отечественной войны, подполковник.

## Биография
Родился в 1902 году в с. Лихачи Ардатовского уезда Нижегородской губернии Российской империи в семье крестьянина-середняка. По национальности русский. С декабря 1919 года кандидат в члены РКП(б). В марте 1920 года закончил учительскую семинарию в Ново-Николаевске, после чего работал учителем школы второй ступени в с. Долганское (Долганка) Каменского уезда Новониколаевской губернии. В июне 1920 года вступил в коммунистическую партию. С ноября 1920 г. секретарь уездного комитета РКСМ в г. Камень Новониколаевской губернии. В марте-декабре 1921 г. заведующий организационным отделом Алтайского губернского комитета РКСМ в Барнауле. С декабря 1921 г. заместитель заведующего организационным отделом Сибирского бюро ЦК РКСМ в Ново-Николаевске. С ноября 1922 г. секретарь Кабардинского областного комитета РКСМ. В июле-декабре 1923 г. секретарь Терского губернского комитета РКСМ в Пятигорске. С декабря 1923 г. заведующий отделом Юго-Восточного бюро ЦК РКСМ/РЛКСМ в Ростове-на-Дону. В июне-декабре 1924 г. секретарь Черноморского окружкома РЛКСМ в Новороссийске. С декабря 1924 г. секретарь Деревенского совещания при ЦК РЛКСМ в Москве. В мае-декабре 1925 г. секретарь Анапского районного комитета РКП(б). С декабря 1925 г. заведующий отделом Черноморского окружного комитета ВКП(б). С сентября 1927 г. преподаватель Московской горной академии. С сентября 1930 г. преподаватель филиала Института красной профессуры в Нижнем Новгороде. В 1932 году закончил экономический Институт Красной профессуры. С декабря 1932 г. начальник планового отдела Горьковского энергокомбината в г. Балахна Горьковского края. С февраля 1933 г. секретарь районного комитета ВКП(б) в Горьком. Делегат XVII съезда ВКП(б), который проходил в Москве 26 января—10 февраля 1934 года, от Горьковского края. С марта 1934 г. помощник секретаря ЦК ВКП(б) A.A. Жданова в Москве. В этом качестве упоминается в книге Р. А Медведева «О Сталине и сталинизме». С ноября 1936 г. заместитель председателя обл. плана. С ноября 1937 г. заместитель управляющего конторой Промбанка. С ноября 1938 г. заместитель председателя Ярославского городского исполнительного комитета. С июля 1940 г. старший научный сотрудник Института Философии Академии Наук СССР. С 16 июля 1941 г. в Рабоче-крестьянкой Красной армии. Участник Великой Отечественной войны сначала в звании старший политрук политбоец, а затем военный комиссар штаба 307-й стрелковой дивизии, заместитель начальника политического отдела этой же дивизии. Попал в окружение в конце 1941 года и считался убитым в бою. После выхода из окружения награждён Орденом Красной Звезды за то, что «Во время боев дивизии с германо-фашистскими бандитами с 21 августа по 12 ноября большую часть времени проводил в полках, на передовых позициях, воодушевляя бойцов и командиров на разгром фашистских орд. В боях под Витемлей участвовал одним из первых в атаке на железно-дорожный мост через реку Десна. Организовал во время боя два пулемётных расчёта, использовав брошенные станковые пулемёты. Затем получил задание с отрядом в 16 человек обойти немецкую оборону и отвлечь на себя огонь. Задание было выполнено блестяще: под сильным огнём пулемётов и автоматов отряд под командованием тов. Кулагина приблизился к пулемётным гнёздам противника на 100 метров и в течение всего дня 28 августа 1941 года вёл интенсивный обстрел этих пулемётных гнезд. При отходе дивизии за реку руководил в качестве комиссара отряда, которым командовал капитан Корсик, обеспечивая организованный выход отряда и присоединение его к частям дивизии. При нападении немцев на штаб дивизии под станцией Знобь принимал непосредственное участки в обороне штаба. При выходе дивизии из окружения, находясь в 1021 полку, воодушевлял бойцов и командиров на уничтожение фашистов и в бою под хутором Ждановка проявил личную храбрость и мужество. В результате этого боя было уничтожено 35 автомашин противника и убито 300—400 солдат и офицеров». С апреля 1942 г. слушатель, затем в звании батальонный комиссар начальник кафедры партполитработы Курсов усовершенствования высшего политического состава в г. Белебей Башкирской АССР. В связи с отменой института военных комиссаров и введения единоначалия в Красной армии в конце 1942 года переаттестован в подполковника. С августа 1943 г. заместитель по политической части начальника высших стрелково-тактических курсов усовершенствования командиров пехоты «Выстрел». Арестован 28 октября 1943 г. Приговорен Особым совещанием при НКВД СССР 19 февраля 1944 г. к 8 годам исправительно-трудовых лагерей с конфискацией имущества по статье 58-10 часть 2 Уголовного кодекса РСФСР (по делу философов). По мнению ряда исследователей (С. Н. Корсаков и другие), И. М. Кулагин был представителем так называемой группы Марка Борисовича Митина, конкурирующей в то время с так называемой группой Георгия Федоровича Александрова. Было сфабриковано групповое дело, по которому проходило 8 человек (в том числе И. М. Кулагин, Евгений Петрович Ситковский, Федор Александрович Горохов). На допросах от обвиняемых добивались признаний в том, что их критика статей Г. Ф. Александрова носила антисоветский характер. После этого Александрову удалось добиться кадровых решений, по которым посты директоров Института марксизма-ленинизма и Института философии, а также главного редактора журнала «Под знаменем марксизма» заняли его сторонники. Решением Особого совещания при НКВД ССР 25 февраля 1946 г. срок заключения снижен до 5 лет ИТЛ. В апреле 1947 г. Президиумом Верховского суда СССР по представлению Прокуратуры СССР лишен ордена Красной Звезды. До октября 1948 г. отбывал наказание в ИТЛ НКВД/МВД СССР в Москве, освобожден 30 октября 1948 г. С ноября 1948 г. преподаватель кафедры экономики промышленности в Новочеркасском политехническом институте им. С. Орджоникидзе. С июня 1951 г. на пенсии. Реабилитирован решением Прокуратуры СССР 21 марта 1955 г. С июня 1956 на пенсии по инвалидности в Москве. Восстановлен в КПСС с перерывом в партстаже решением партийной комиссии Главного Политического управления Министерства обороны СССР 25 сентября 1955 года, решением КПК при ЦК КПСС 17 декабря 1956 г. перерыв в партийном стаже изъят. Умер в 1968 году.

## Воинские звания
- Старший политрук — 1941;
- Батальонный комиссар;
- Подполковник — 1942.

## Награды
Орден Красной Звезды (31.01.1942). Лишён в апреле 1947 года.